# 美丽棘缘吸虫
美丽棘缘吸虫（学名：Echinoparyphium elegans）为棘口科棘缘属的动物。分布于埃及、加拿大以及中国大陆的福建等地，营寄生生活，宿主 Anas rubripes（加拿大）、牛背鹭（福建）、红鹳（埃及）等以及寄生于肠。